# Ipnopidae
Ipnopidae – rodzina ryb z rzędu skrzelokształtnych (Aulopiformes).

## Występowanie
Wody oceaniczne strefy umiarkowanej i tropikalnej.

## Cechy charakterystyczne
Ich oczy są skierowane ku górze. Wiele gatunków z rodzaju Bathypterois ma wydłużone promienie płetw piersiowych, brzusznych i ogonowej. Opierają się nimi na dnie czatując na zdobycz. Osiągają od 10 do 40 cm długości.

## Klasyfikacja
Rodzaje zaliczane do tej rodziny:
Bathymicrops — Bathypterois — Bathysauropsis  — Bathytyphlops — Discoverichthys — Ipnops
Rodzajem typowym jest Ipnops.